# Падерки-Васюки
Падерки-Васюки (рос. Падерки-Васюки) — присілок в Куйбишевському районі Калузької області Російської Федерації.
Населення становить 16 осіб. Входить до складу муніципального утворення Селище Бетлиця.

## Історія
Від 2004 року входить до складу муніципального утворення Селище Бетлиця.

## Населення
| 2002 | 2010 |
| ---- | ---- |
| 39   | ↘16  |